# Marlin Firearms
Marlin Firearms produzierte seit 1870 Schusswaffen. Der Unternehmenssitz ist Madison, in Madison County (North Carolina). Zuvor war die Firma 141 Jahre in North Haven in Connecticut, USA, ansässig.

## Geschichte

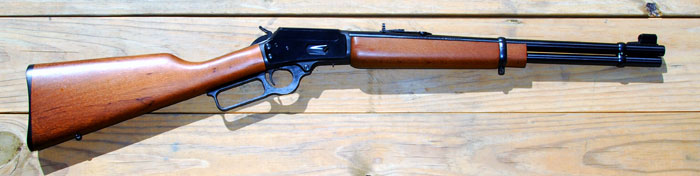
Marlin Model 1894 Karabiner im Kaliber .357 Magnum

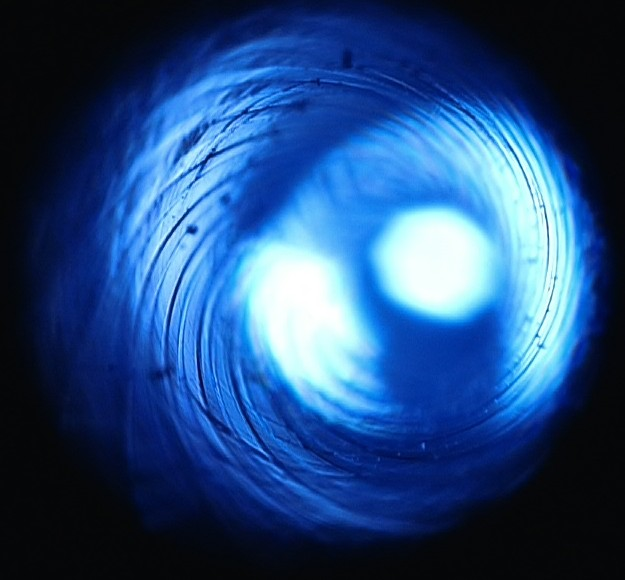
Marlin „Micro-Groove rifling“

Die Firma Marlin-Firearms entstand 1870 in North Haven. Der Gründer war der am 6. Mai 1836 in Boston Neck geborene John Mahlon Marlin (gestorben am 1. Juli 1901). Marlin erlernte ab dem 6. Mai 1854 in der Firma „American Machine Works“ den Beruf eines Werkzeugmachers. Während des Sezessionskrieges arbeitete er in der Fertigung von Colt in Hartford. Ab 1863 war John Marlin in North Haven als Pistolenhersteller bekannt. Der ersten von ihm gefertigten Waffen waren einschüssige kleine Pistolen für Damenhandtaschen. Seine ersten Patente betreffen Unterhebelrepetierer. Sie sind vom 8. Februar und vom 5. April 1870, aus der Periode, die er zwischen 1867 und 1869 bei Hartfort verbrachte. Ab 1871 war er in North Haven offiziell als Waffenhersteller eingetragen. In der Zeit von 1870 bis 1887 fertigte er neben kleinen Pistolen sechs verschiedene Modelle von Revolvern und entwarf neue Modelle von Langwaffen. Insgesamt meldete er 25 Patente zu Waffen an. 1879 war der erste Prototyp für Langwaffen fertiggestellt, und ab 1881 wurde mit einer verbesserte Version die Serienproduktion begonnen. Pläne von 1899 zeigen den Neubau einer weitläufigen Waffenfabrik in North Haven. Nach dem Tod des Gründers 1901 übernahmen die Söhne Mahon Henry Marlin (geboren 1864, gestorben 1949) und John Howard Marlin (geboren 1876, gestorben 1959) die Firmenleitung. Mahon H. Marlin war Fertigungsleiter und Entwickler, während sich John H. Marlin um Vertrieb und Verwaltung kümmerte.
Gegen Ende des Ersten Weltkrieges stellte Marlin eine große Anzahl von Marlin Rockwell M1918 Maschinengewehren zur Bewaffnung von Flugzeugen und Panzerfahrzeugen her. Im Zweiten Weltkrieg produzierte Marlin 15.000 der United Defense M42-Maschinenpistolen als Alternative zur Thompson-Maschinenpistole. Sie wurden vom Office of Strategic Services Widerstandstruppen in Europa und Asien sowie speziellen Kommandotruppen der Alliierten zur Verfügung gestellt.
Marlin ist bekannt für hochwertige Unterhebel-Repetier-Gewehre und seit jeher die Konkurrenz für die Winchester Repeating Arms Company, die ähnliche Produkte anbietet. Ein besonderes Merkmal von Marlin-Waffen sind die als „Micro-Groove rifling“ bekannten Züge, die Ende der 1950er Jahre entwickelt und patentiert wurden.

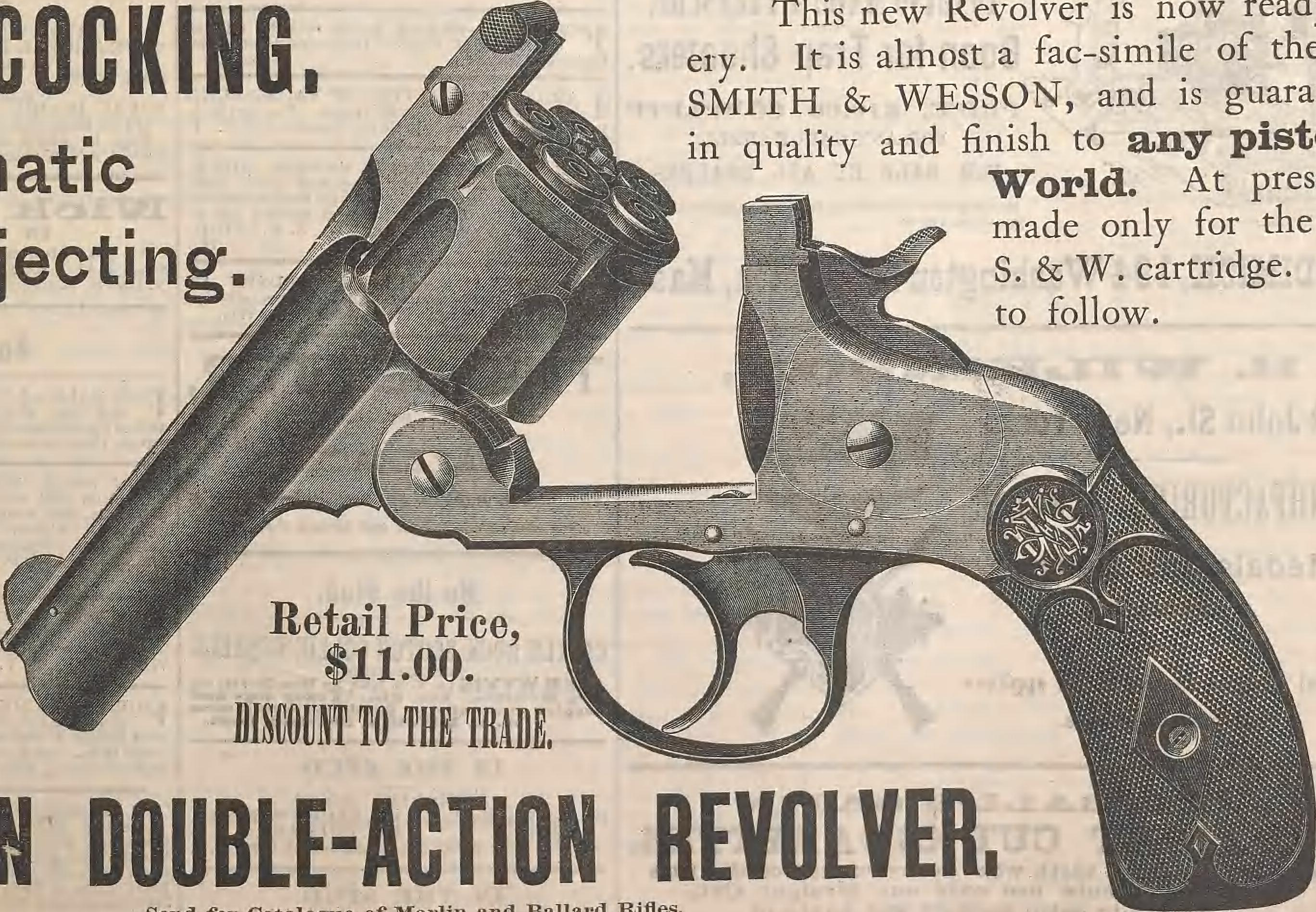
Marlin Revolver von 1887
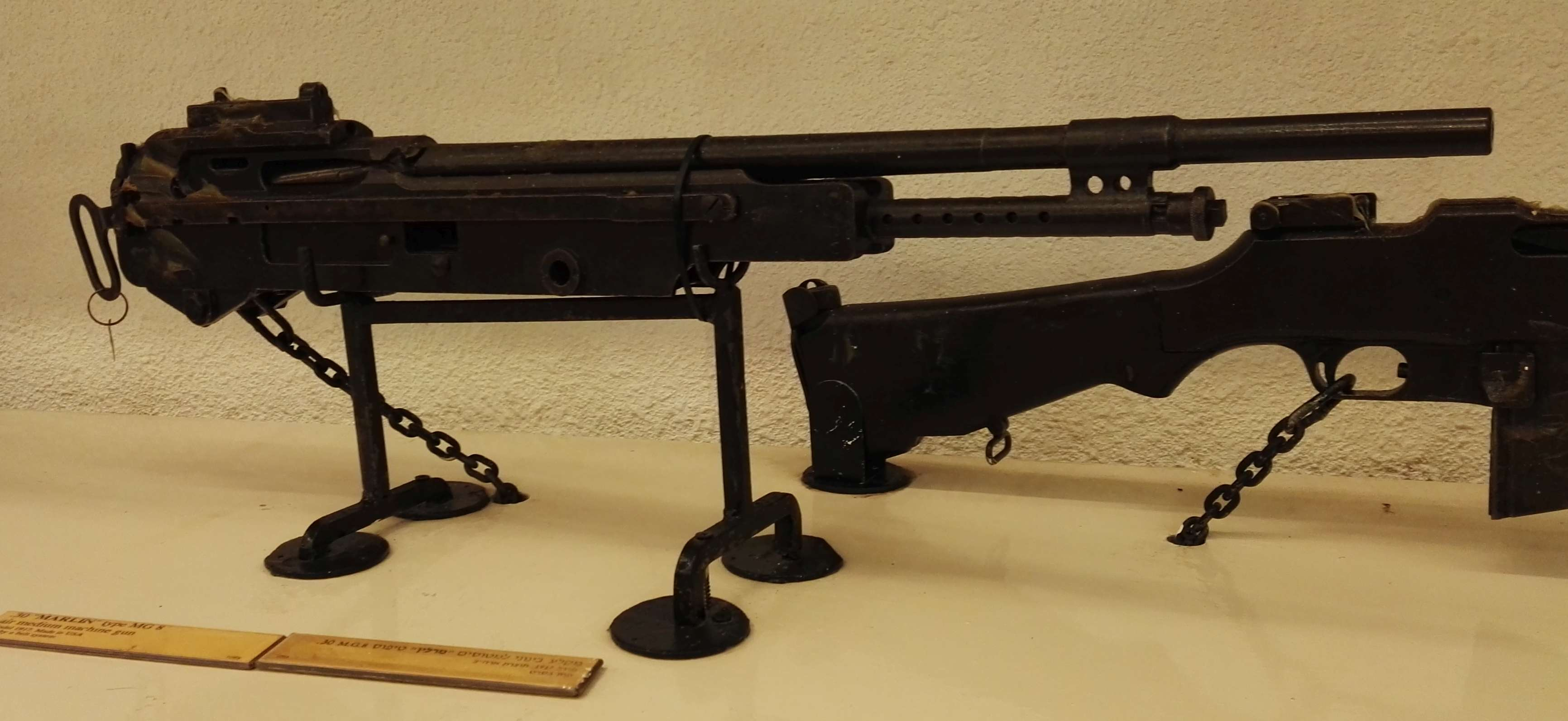
Marlin Flugzeug-Maschinengewehr von 1917
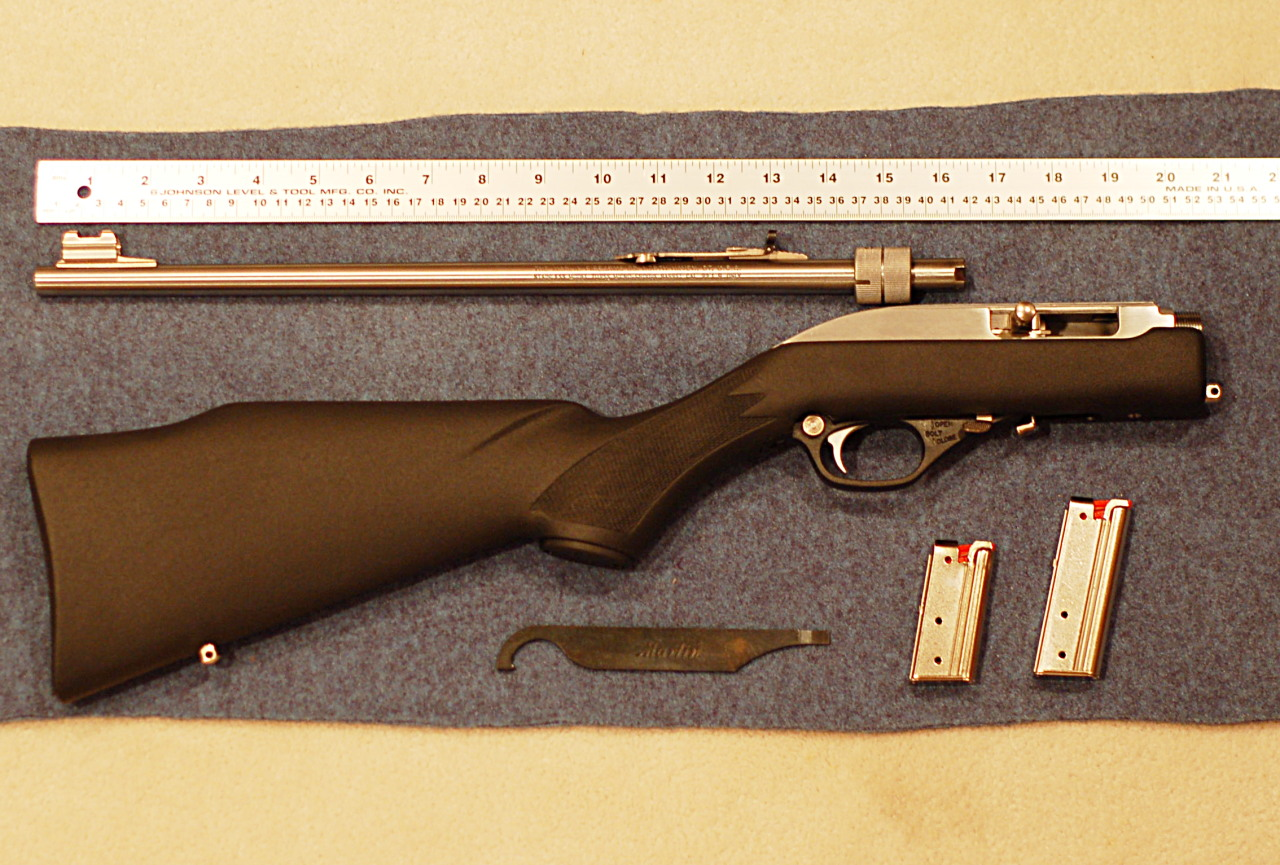
Marlin-Gewehr zerlegt
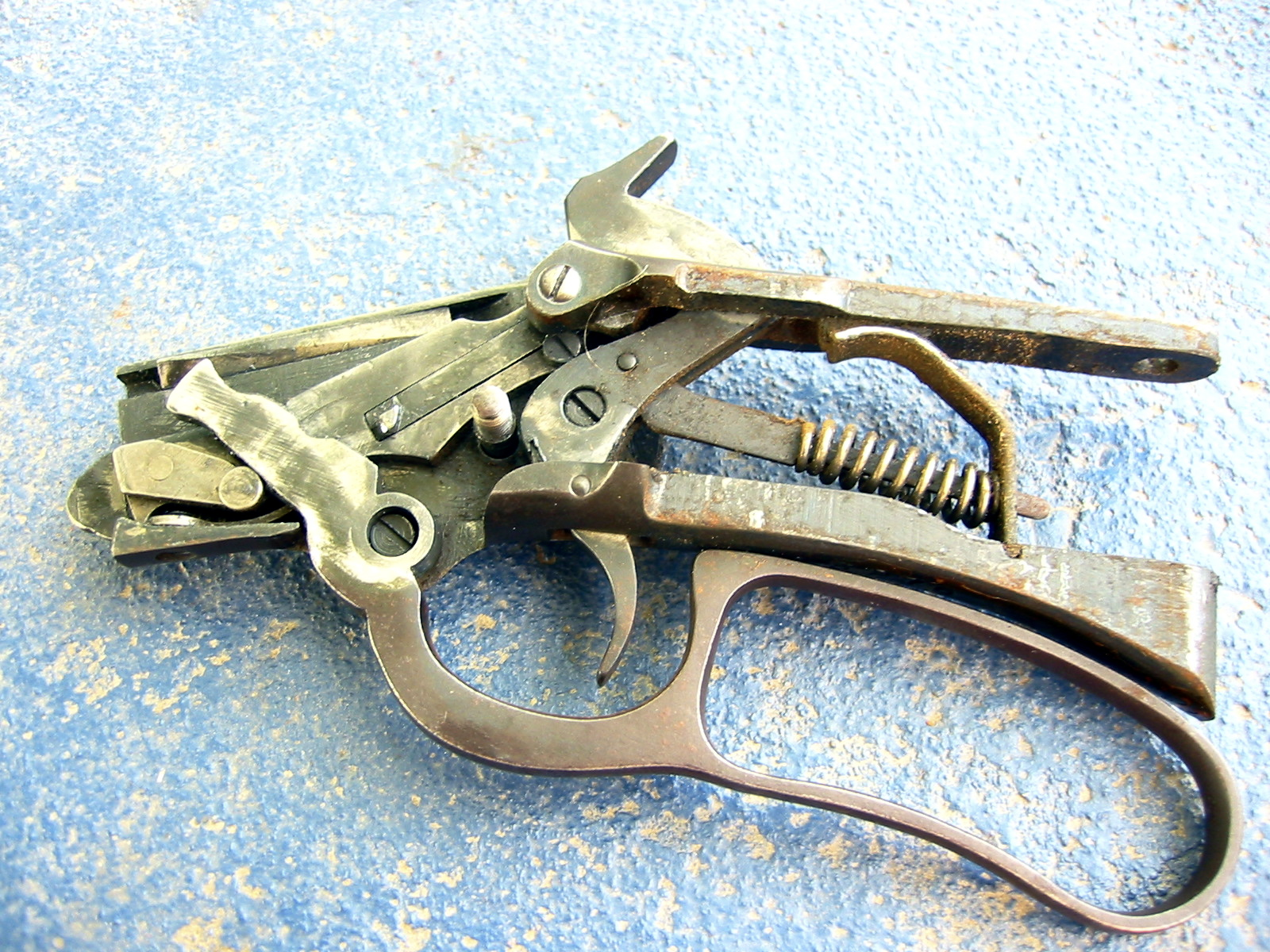
Marlin Mechanismus für Unterhebelrepetierer
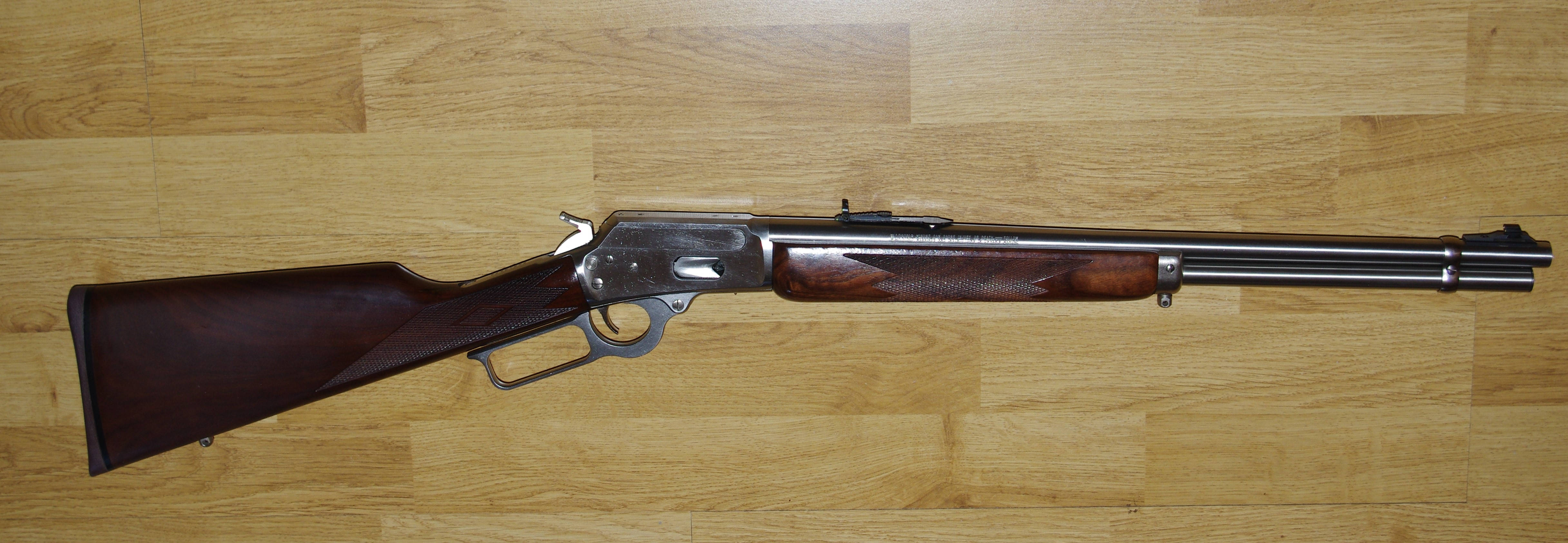
Lever Action Marlin 1894 SS, Stainless, .44 Magnum

Marlin Firearms wurde 2007 Tochtergesellschaft von Remington Arms. Im April 2008 wurde bekannt, dass die Fertigung in Gardner, in Worcester County (Massachusetts), zum Jahresende 2008 endet. Etwa 200 Angestellte wurden entlassen. 2010 kam auch das Ende für die Fertigung in North Haven. 265 Arbeitsplätze wurden gestrichen. Im April 2011 waren nur noch 6 Angestellte bei Marlin in North Haven. Die Fertigung der Waffen der Marke Marlin wurde von Remington an anderen Standorten weitergeführt. Nach Adressangaben in Katalogen wurde der Firmensitz nach Madison, in Madison County (North Carolina), verlegt.
Im September 2020 wurde das Unternehmen durch Sturm, Ruger & Co. von der insolventen Remington Outdoor Company übernommen.